# 55196 Marchini
55196 Marchini este o planetă minoră (asteroid) din centura de asteroizi. A fost descoperită pe 11 septembrie 2001 la osservatorio astronomico della Montagna Pistoiese⁠(d) de Andrea Boattini⁠(d). 
Obiectul prezintă o orbită caracterizată de o semiaxă mare de 3,9890768086035 UAi, o excentricitate de 0,15, o înclinație de 5,6 ° în raport cu ecliptica.